# Liste der Bodendenkmale in Neuenkirchen (bei Bassum)
In der Liste der Bodendenkmale in Neuenkirchen sind die Bodendenkmale der niedersächsischen Gemeinde Neuenkirchen (bei Bassum) aufgeführt. Die Quelle ist der Denkmalatlas Niedersachsen.
- Bitte beachten Sie, dass diese Liste keinen Anspruch auf Vollständigkeit erhebt.
- Die Angaben ersetzen nicht die rechtsverbindliche Auskunft der zuständigen Denkmalschutzbehörde.
- Es sind nur Daten aus dem Denkmalatlas verarbeitet.
- Der Stand der Liste ist der 31. Mai 2025.

Neuenkirchen im Landkreis Diepholz

## Allgemein
In den Spalten finden sich folgende Informationen des Bodendenkmales:
| Lage         | geographische Koordinaten                                                           |
| Bezeichnung  | Bezeichnung lt. Denkmalatlas                                                        |
| Beschreibung | Beschreibung lt. Denkmalatlas                                                       |
| ID           | Objekt-ID                                                                           |
| Bild         | Bild, ggf. zusätzlich mit Link zu weiteren Fotos im Medienarchiv Wikimedia Commons. |

## Cantrup
| Lage                       | Bezeichnung         | Beschreibung | ID       | Bild |
| -------------------------- | ------------------- | --- | -------- | ---- |
| 52° 46′ 9″ N, 8° 43′ 23″ O | Cantrup 3, Landwehr | Von der ursprünglich 1,5 – 2 km langen Landwehr hat sich ein kurzes Stück in einem Wäldchen erhalten. Wallgrabenstück von 97 m Länge, mit drei gut bis schwach erhaltenen Wällen und dazwischenliegenden Gräben. | 35610621 | BW   |

## Neuenkirchen
| Lage                        | Bezeichnung                 | Beschreibung | ID       | Bild |
| --------------------------- | --------------------------- | --- | -------- | ---- |
| 52° 46′ 41″ N, 8° 45′ 47″ O | Neuenkirchen 2, Grimmenberg | Kernburg besteht aus einer kreisrunden Insel von 31 m im Durchmesser, die sich 0,7 m aus dem Ringgraben erhebt. | 45313798 | BW   |